# پسنده علیا
پسنده علیا، روستایی است از توابع بخش مرکزی شهرستان عباس آباد در استان مازندران ایران.

## جمعیت
این روستا در دهستان لنگرود غربی قرار دارد و براساس سرشماری مرکز آمار ایران در سال ۱۳۹۵، جمعیت آن ۷۱۱ نفر (۲۵۲خانوار) بوده‌است. مردم پسنده علیا از قومیت طبری هستند مردم پسنده علیا به زبان طبری (مازندرانی) سخن می‌گویند.